# Олдлохлин

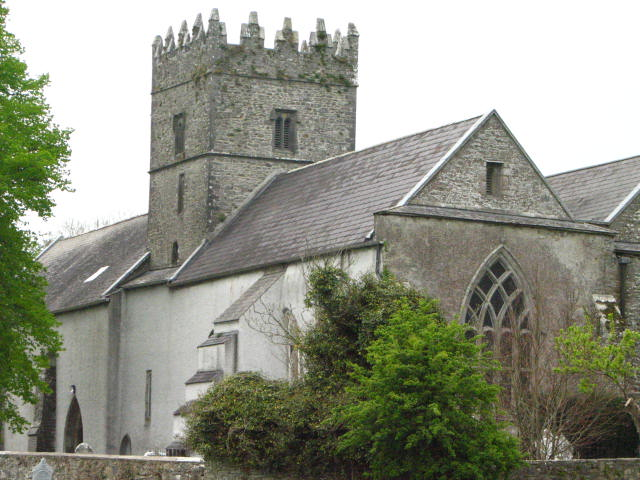
Собор Святого Ласрена в Олдлохлине

Олдлохлин (Олдлилин; англ. Old Leighlin [ˈlɒxlɪn]; ирл. Seanleithghlinn) — деревня в Ирландии, находится в графстве Карлоу (провинция Ленстер) неподалёку от Лохлинбриджа.

## Достопримечательности
- Собор Святого Ласрена — назван по имени святого Молайше[англ.], также известного как святой Ласрен или Молайше Девенишский.